# Ernyei László
Ernyei László (Budapest, 1950. június 10.) magyar harmonikaművész és -tanár, egyetemi adjunktus.

## Életrajzi adatok
Az 1968-as Ki mit tud?-on tűnt fel, az addig inkább népi és esztrád hangszernek gondolt harmonikát a közönség és a zsűri meglepetésére klasszikus zenei instrumentumként bemutatva, orgonadarabok, Bach, Händel, Haydn művek előadásával.
Hangszerének nemcsak művészi, hanem műszaki-hangszerészi szempontból is alapos ismerője. A tévés vetélkedő fordulóira az érettségivel párhuzamosan készült, technikusi oklevelét a Kandó Kálmán Híradás- és Műszeripari Technikumban szerezte (1968). Első felsőfokú végzettségét (villamos üzemmérnök) 1972-ben ugyanott, az intézmény felsőfokú utódjában kapta (Kandó Kálmán Villamosipari Műszaki Főiskola, Gyengeáramú Kar).
Zenei képzettségét a Konzervatórium (akkori nevén Bartók Béla Zeneművészeti Szakközépiskola) növendékeként mélyítette el. (1969–72 között; csak zenei órákon kellett részt vennie, közműveltségieken nem, mert érettségivel már rendelkezett. Főtárgyi tanára Lukács Dénes volt.)
Magyarországon akkor nem volt lehetőség felsőfokú harmonikaképzettséghez jutni. A weimari Hochschule für Musik Franz Liszt hallgatójaként folytatta tanulmányait, Irmgard Slota-Krieg növendékeként. Az 1977-ben megszerzett okleveles harmonikaművész és -tanár oklevél birtokában kezdte meg pedagógusi munkáját, Budapesten. (Weimarban 1976–77-ben az említett főiskolán óraadó tanárként, a körzeti rádióban szerkesztőként működött.)
Tanítani volt iskolájában kezdett, az immár a Főiskola alá rendelt, és ennek megfelelően Bartók Béla Zeneművészeti Szakközépiskola és Gimnázium, a Liszt Ferenc Zeneművészeti Főiskola gyakorlóiskolája elnevezést kapott középfokú tanintézményben. 1977-től, 35 éven át vezette annak harmonika tanszakát.
Az alapfokú harmonikaképzésbe is bekapcsolódott, 1980-tól, a XIII. kerületi Zeneiskola tanáraként (Budapest XIII. Kerületi Fischer Annie Zeneiskola – Alapfokú Művészeti Iskola).
Nevéhez fűződik a hangszer felsőfokú oktatásának elindítása Magyarországon. Erre múlhatatlanul szükség volt, mert hiánya az alsó és középfokú harmonikaoktatás fejlődését már akadályozta. A Liszt Ferenc Zeneművészeti Egyetem Budapesti Tanárképző Intézetének klasszikus harmonika tanszakát az 1984/85-ös tanévben hozta létre, és azóta is irányítja. (Azzal a szervezeti változással, hogy a bolognai rendszer bevezetésével a tanárképzés intézeti elkülönülése megszűnt, és a cimbalomhoz stb. hasonlóan a harmonika zeneakadémiai főtárgyas hangszerré vált. A klasszikus harmonika tanszak pedig az Egyetem szervezeti struktúrájában a Billentyűs és Akkordikus Hangszerek Tanszéke szervezetében talált helyet.)
1997-től a második budapesti konzervatórium, a Weiner Leó Zeneiskola és Zeneművészeti Szakközépiskola harmonika tanszakát is vezette, alap- és középfokon egyaránt tanítva (2015-ös nyugdíjba vonulásáig).
Több szakmai oktatási anyag kidolgozása után a Minisztérium megbízásából, 1998-ban, irányításával készültek el a hangszer alap és középfokú tantervei, melyeket be is vezettek.
Tanítványai közül többen már maguk is zeneiskolai, konzervatóriumi tanárok, sokuk jelentős médiafigyelemhez is jutott, hazai és külföldi vetélkedők, versenyek révén. Említhetők (többek között) Deli Zsolt, Demeniv Mihály, Keresztes Sándor, Kéméndi Tamás, Orosz Zoltán, Pagonyi András, Pataki Ádám, Sax Norbert, Szabó Ádám, Szatzker Zsanett.
Koncertező szólistaként és kamaraművészként rendszeres résztvevője a zenei életnek. Szívesen hívják színdarabokhoz, filmekhez közreműködőként.

## Szakmai közéleti tevékenység
1994-től a Zenetanárok Társasága (ZETA) harmonika tagozatának vezetője, a betegsége miatt visszavonult Antal György helyébe lépve. A Parlando zenepedagógiai folyóirat tanácsadó testületének tagja.
Szervezésében zajlanak a háromévenként rendezett országos harmonikaversenyek. Ezeket a megméretéseket, a többi tanulmányi versennyel együtt a Minisztérium hirdeti meg, az Oktatási Hivatal írja ki, és erre alkalmas zeneiskolák kapnak megbízást a lebonyolítására. A fordulók a tanévekhez igazodnak: 2002/2003 (1. Országos Zeneiskolai Harmonikaverseny), 2005/2006 (2.), 2008/2009 (3. Országos Harmonikaverseny Bogár István emlékére), 2011/2012 (4.), 2014/2015 (5.), 2017/2018. (6.), 2020/2021. (7.).
A ZETA országos zeneiskolai harmonikaversenyei (melyek szervezését ZETA-béli elődei évtizedes munkáját folytatva végzi) ezzel váltakozva, évente két vagy három alkalommal megtartott, inkább fesztiválszerű, munka- és gálahangversenyek. Tapasztalatszerzésre, a nyilvános szereplés gyakorlására, szakmai konzultációra teremtenek lehetőséget. Tanári zsűrik minősítései, nívódíjak és kiemelt nívódíjak révén ösztönöznek. (Téli és tavaszi fordulókkal, a nívódíjasok májusi hangversenyével.) Ebbe a sorozatba illeszkedik a 2016. évi „Harmonikával a világ körül” rendezvény is.
A nem iskolarendszerű képzés fórumain is jelen van. A Magyarországi Németek Pécs-Baranyai Nemzetiségi Köre („Német Kör”) által szervezett Pécsi Harmonika Fesztiválon félnapos kurzust tartott, 2017. október 13-án.

## Díjak, kitüntetések
- A Confederation Internationale des Accordionistes (C.I.A.) által adott „Honored Friend of the Accordion Awards” művészeti kitüntetés, 2005[36][20]
- Artisjus Zenei Alapítvány díja, 2007
- Arany Katedra emlékplakett, 2008
- Az Artisjus adományozta komolyzenei előadói díj, 2021[37][38]
- Tabányi Mihály-díj, 2022[39]

## Publikációk

### Kották
- Kürtösi, Elemér: Gegensätze: 12 Akkordeonstücke. (Bearb.[40]) Ernyei, László. Kamen: Intermusik Ulrich Schmülling. 1988.
- Ernyei László (átd., közread.): Accordion music for beginners, Harmonikamuzsika kezdők számára. Budapest: Editio Musica. 2004.
- Ernyei László (átd., közread.): Accordion music for beginners, Harmonikamuzsika kezdők számára. 2. kiad. Budapest: Editio Musica. 2009.
- Schubert, Franz: Dances for accordion, Táncok harmonikára. (vál., átir.) Ernyei László. Budapest: Editio Musica. 2007.

### Tantervi dokumentumok
- Harmonika. (szerk. Ernyei László)[41]. Budapest: OPI. 1980.   15. o. = A zeneművészeti szakközépiskolai nevelés és oktatás terve,  110/1980. (M.K. 12.) OM sz. utasítás, (kiad. az) Oktatási Minisztérium [42]
- Ernyei László: A zenész szakképesítés központi tantárgyi programja a zeneművészeti szakközépiskolák számára: Harmonika. (főszerk. Szüdi János). Budapest: Művelődési és Közoktatási Minisztérium. 1997.   22. o.
- Ernyei László: Harmonika. (közread. a) Művelődési és Közoktatási Minisztérium. Mogyoród: Romi-Suli. 1998.   55. o. = Az alapfokú művészetoktatás követelményei és tantervi programja,  1418-5539. ISBN 963 488 104 1 Általános iskolai segédkönyv

### Folyóiratcikkek
- Ernyei László: Beszámoló az I. Országos Zeneiskolai Harmonikaversenyről.[18]
- Ernyei László:  Antal György (1929–2006).  Parlando,  2006/5. sz. (2006)  Hozzáférés: 2018. január 9. A ZETA Harmonika Tagozatának egykori (és örökös) vezetőjét utódja, Ernyei László búcsúztatta.
- Ernyei László:  Gondolatok a harmonika hangolásáról.  Parlando,  2016/1. sz. (2016)  Hozzáférés: 2017. augusztus 12.

## Koncertek, fellépések
Közreműködés a következő zenekarok produkcióiban: a Magyar Állami Operaház Zenekara, Nemzeti Filharmonikusok, Budapesti Fesztiválzenekar, Magyar Rádió Szimfonikus Zenekara, Magyar Telekom Szimfonikus Zenekar, MÁV Szimfonikus Zenekar, az UMZE (Új Magyar Zene Egyesülete) kamarazenekara, Zuglói Filharmonikusok, Magyar Honvédség Légierő Zenekar, Szolnok. További részletek (szóló, kamara és zenekari alkalmakról is):
- Bánkövi Gyula Accord(ion) concerto című kompozíciója II. díjat nyert a Tribune Internationale des Compositeurs rádiós zeneszerző-fesztiválon.[44] Az ősbemutatót 2002. május 29-én az Olasz Intézetben tartották.[45][46][47] (Hangfelvétel: 2002. június.[48][49] )
- Bánkövi Gyula Lebegés c. szólódarabjának ősbemutatója. A bírálat technikai részletmegoldásokat is dicsér (hanghajlítást, vibratót).[50]
- Szofia Gubajdulina(wd) In croce (A kereszten) című kamarakompozíciójának megszólaltatása (2005. május 4.). Csellón Onczay Csaba működött közre.[51] Az eredetileg orgonára írt művet a szerző baján-átiratában szólaltatták meg.
- Összeállítás Seiber Mátyás műveiből a Régi Zeneakadémián, 2005. október 9-én. A To Poetry – A költészethez című hanglemez anyagát mutatták be.[52][53][54][55]
- Inkább csak kedves, mint jelentős esemény. Rögtönzött fellépés egy finn népzenei bemutatkozáson.[56]
- Bánkövi Gyula Elhagyott őrangyalok suttogása, kamaradarab (Fészek Művészklub, 2007. november 21.[57]
- Zarándy Ákos Las dos Fridas[58] című operájának keresztmetszete, diplomakoncert, 2009. április 26. A Magyar Rádió Szimfonikus Zenekarát Tihanyi László vezényelte. [59][60][61]
- Kortárs Zene a Trefort kertben[62] – harmonikaest az ELTE BTK Zenei Tanszék és a Musica Nostra Alapítvány rendezésében (2011. február 23.)[63][64][65]
- Hangverseny – Gárdonyi Géza Színház, 2011. június 6.[66] Ernyei László Weber Adagio és rondó és Sosztakovics Jazz-szvit, No.2 című művének előadásában vett részt, mindkettőben a zenekar partnereként.
- A Kodály Filharmónia Debrecen ősbemutató hangversenyéről (2012. október 9., Olasz Kultúrintézet) felvétel készült, melyet aztán többször is közvetítettek a Bartók Rádió műsorában. [67][68]
- Bánkövi Gyula szerzői estje, Bartók Emlékház (2013. november 20.) [69][1][70]
- Élesben – a billentyűs és akkordikus tanszék, Zeneakadémia (2014. október 22.). A Fidelio szerint: „A Zeneakadémia tanszékeket bemutató koncertsorozatának október 22-ei estje egyben az alapító Liszt Ferenc előtt tiszteleg.”[71][72][73] Ernyei az Elégia No. 1 megszólaltatásában működött közre, Vigh Andreával (hárfa), Szalai Andrással és Móri Beátával (cimbalom).
- Találkozások Liszt Ferenccel – Liszt és a hárfa. A Liszt Ferenc Társaság és a Zeneakadémia közös koncertje (2014.11.05.)[74] Ernyei Liszt Gretchen című kamaradarabjában lépett fel, a szerző által elképzelt harmónium helyett szólaltatva meg a harmonikát.[75]
- Az Apáczai Gyakorló Gimnázium  kórusa, a Sonantes Kamarakórus koncertje, 2017. június 11-én, a budai Szent Ferenc sebei templomban. Liszt Ferenc Via Crucis és Rosario című szerzeményét Jankovics László vezényelte, harmonikán közreműködött Ernyei László.[76]
- Hét év hangjai – a Flautett fuvolakvartett[77] születésnapi hangversenye. Óbudai Társaskör, 2017. november 10. Az alkalom és a fuvolaegyüttes ismertetője. Archiválva 2017. december 4-i dátummal a Wayback Machine-ben Ernyei László harmonikán működött közre.
- Retikül „Delux” koncert-est. Vallai-kert, Budapest – 2018. január 25.[78] Az előadáson Takáts Andrea színésznő adta elő a korábbi Retikül estek válogatott szövegrészleteit, és az eddigi esteken szereplő zenészek – Darvas Kristóf, Ernyei László, Kardos Dániel, Jelasity Péter és Vázsonyi János – közösen játszották el az előadások legszebb zenéit.

## Színház, rádiószínház
Közreműködés a következő színházak produkcióiban: Nemzeti Színház, Katona József Színház, Pesti Színház, Kolibri Színház, Vígszínház, Bárka Színház, József Attila Színház, Új Színház, Radnóti Színház, a szekszárdi Német Színház (Magyarországi Német Színház – Deutches Bühne Ungarn), Budapesti Német Színház, Turay Ida Színház, a tatabányai Jászai Mari Színház, Jagsthauseni Fesztivál (Burgfestspiele Jagsthausen). További adatok:
- Moszkva–Petuski. Venyegyikt Jerofejev poémája – Rádiószínház. (1993).[80] Közreműködött Ernyei László harmonikán.
- Pierre Gripari: Az előszobaszekrény boszorkánya. Bemutató: 1996. május 4., Kolibri Fészek. Rendező: Szívós Károly. Ernyei László zenei közreműködő.[81][82][83]
- Csákányi Eszter Bertold Brecht–Kurt Weill estjét 1996. november 8-án mutatták be a Katona József Színházban, (1997. január 7-én a Kamrában).[84][85] Kezdetben kis zenekar játszott, de az évtizedekig műsoron maradt összeállítást utóbb kéthangszeres kísérettel (zongora–harmonika) is előadta a művésznő.
- Jadviga párnája. Závada Pál regényének rádióváltozata.[86] Elhangzott a Bartók Rádióban, 1998. május 29., június 2., 3., 4., 5.[87]
- Johann Nepomuk Nestroy: A talizmán. A Katona József Színház előadása (2000).[88]
- Rádiószínház – Az ideális utazás, Federico Fellini hangjátéka. (2002)[89][90]
- Mosonyi Aliz: Hamupipőke – zenés mesejáték bábokkal két részben, Nemzeti Színház, Stúdiószínpad (2003).[92][93][94][95]
- Csákányi Eszter estje a Múzeumok Éjszakáján.[96][84] Közreműködött Darvas Ferenc zongorán és Ernyei László harmonikán.[97]
- Hugo von Hofmannsthal: Jedermann. A Budapesti Német Színház (Deutsches Theater Budapest) német nyelvű bemutatójának helyszíne a Várszínház refektóriuma volt.[98][99]
- Etűdök a Nőről – Erdeős Anna zenés monológestje (2008). Zene: hegedű Veér Berci, Hegyaljai-Boros Zoltánnal felváltva, harmonika Ernyei László.[100][101][102]
- Frank Wedekind: Lulu (Pesti Színház). Rendező: Forgács Péter.[103] „Az előadást Melis László cirkuszi dobpergésre és tangóharmonikára épülő zenéje kíséri.”[103] Az előadásokon Ernyei és Sax Norbert harmonikázott.
- Jógyerekek képeskönyve, Örkény Színház, Ascher Tamás rendezése (2009)[104][105][106]
- Jaroslav Hašek Švejk című művéből Tóth Zoltán[107] színművész állított össze egész estés „vendéglőjátékot”.[108] „A cseh konyha ízeivel fűszerezett” előadást Ernyei László (és a vele váltakozva fellépő) Sax Norbert harmonikajátéka kísérte.[109][110][111]
- Bertold Brecht–Kurt Weill dalok, az Uránia Filmszínházban Csákányi Eszter énekelt (2010. július 29., Zsidó Nyári Fesztivál).[112][113] Zongorán Darvas Ferenc, harmonikán Ernyei László játszott. (Csákányi estje évek óta ment a Katona József Színházban,[84] azt a programot hozta itt is közönség elé.)
- Szép Ernő Kávécsarnok – boldog játék… (egyfelvonásos). Az artZ Produkció állította a Ferenc Ferdinánd étterem „színpadára”, 2012-ben. (Rendezte és zenéjét szerezte Jantyik Csaba.) Ernyei László (Sax Norberttel váltakozva) harmonikán működött közre.[114][115]
- Rádiószínház – Akarsz velem álmodni? Federico Fellini és Ruggero Maccari 1941-ben írott hangjátéka (2015)[116][117]
- Csehov világa – irodalmi est a Rózsavölgyi Közösségi Házban, 2016. május 4-én. Előadták Szalóczy Pál és Málnai Zsuzsa, harmonikán közreműködött Ernyei László.[118][119]
- Azonos közreműködőkkel ugyanez az előadás Hangoskönyv-színpad: Csehov világa címmel, 2016. május 6-án, a Fészek Művészklubban.[120]
- A korábban már látott Švejk-előadásról (2017-ben) megtudhattuk, hogy továbbra is, 9 éve folyamatosan műsoron van, és a Pinceszínházba költözött. A produkció 100-nál több előadásszámot ért meg.[121]
- Liliom, Molnár Ferenc színműve a Vígszínházban, ifj. Vidnyánszky Attila rendezésében. Bemutató: 2018. december 15. A közreműködő zenészek a színpadon játszanak, hol az előtérben, hol takarásban, köztük Ernyei, harmonikán.[122]

## Filmek
Közreműködések Jancsó Miklós, Bacsó Péter, Simó Sándor, Koltai Róbert, Hajdu Szabolcs, Forgács Péter filmjeiben. További adatok:
- Franciska vasárnapjai (1996).[124][125] Simó Sándor filmje. (A gyártási év a Manda szerint 1996, az IMDb 1997-ről tud.)
- Csocsó, avagy éljen május elseje! (2001).[124][126] Rendezte Koltai Róbert.
- Hamvadó cigarettavég (2001).[124][127][128] Bacsó Péter filmje.
- Miss Universe 1929 – Lisl Goldarbeiter. Osztrák–magyar–holland TV film, 2006.[129][130][131] Rendezte Forgács Péter.
- Fehér tenyér, 2006-os sporttárgyú film. Rendezte és a forgatókönyvet írta Hajdu Szabolcs.[132][133]
- Ketten Párizs ellen (2015). TV mini-sorozat (3 epizód)[134] A sorozat zenéjét Darvas Ferenc jegyzi, Ernyei a hangfelvételt készítő zenekar tagja (mindhárom epizódban).
- Napszállta (2018),[135] Nemes Jeles László filmje.

## DVD, videó, hangfelvétel
Közreműködés a következő CD, DVD, videó produkciókban:
- Christopher Benstead(wd): Carmen. A Győri Balett előadásának kísérőzenéje, BMC 001.[137] A felvétel adatai a Failoni Kamarazenekar CD, DVD listáján.
- Apollónia – Cigánydalok, Qualiton, SLPM 10227 (1988). Kovács Apollónia LP lemezén Ernyei a B oldal 1. számában (Oly egyedül élek én) volt közreműködő, harmonikán.[138]
- Sosztakovics: Jazz szvit No.2, Matáv Szimfonikus Zenekar – Ligeti András MHSO12 (2004).[139] A felvétel adatai a Discogs adatbázisban.
- Duende együttes: Fasta Samba (CD), Geg Records (2004). A Bloody Mary c. számban harmonikán közreműködött Ernyei László. Szerző, és énekel: Menszátor Héresz Attila. YouTube hangfelvétel.
- Bánkövi Gyula: Silver winged butterflies (Ezüstszárnyú lepkék). (CD), Hungaroton Classic, HCD 32344 (2005).[140][48] Szerzői lemez. A Magyar Rádió archiválásra („Z” felvételként), azonos közreműködőkkel ismételten rögzítette. Az Accord(ion) Concerto felvétel hangzó formában a YouTube-on, adatai a BMC Diszkográfiában.
- Seiber, Mátyás: To Poetry – Chamber Works and Songs (A költészethez – Kamaraművek és dalok) (CD), Hungaroton Records, HCD 32405 (2005).[141][52][142]
- Plácido Domingo: Italia, ti amo – Budapest Philharmonic Orchestra. Deutsche Grammophon 2006, 00289 477 6086.[143] A kiadói adatok (Deutsche Grammophon katalógus), a kísérő együttes által közölt információk (Failoni Kamarazenekar CD, DVD lista).
- Hosszú útnak hosszú pora, cigánydalok (CD). Hungaroton classic, HCD 10320 (2007).[144]
- Johann Nepomuk Nestroy: A Talizmán, tévéfilm (DVD). Közreműködés – Darvas Ferenc társaságában – zenészként (2008). A felvételre került előadás bemutatója 2000 nyarán volt a Szentendrei Teátrum nyitóelőadásaként.[145][146]